# Монотеизъм
Монотеизъм (от старогръцки: μόνος – „един“ и θεός – „бог“) или единобожие, e вярата в съществуването на едно божество, за разлика от политеизма (вярата в повече от едно божество) и от атеизма (вярата, че не съществуват божества).

## Описание
Характерен е за авраамическите религии (юдаизъм, християнство, ислям), но присъства и в други религиозни и философски системи като неоплатонизма, бахайство, друзи, самаритяни, зороастризъм, сикхизъм и някои направления на индуизма. Въпреки че например в християнството се допуска тринитарианството, единственият бог е същество, което съществува едновременно и вечно като три личности (ипостаси) (Бог Отец, Иисус Христос, въплътил се като Иисус от Назарет и Свети Дух), които заедно са Светата Троица, монотеистичните религии открито се противопоставят на вярата в съществуването на повече от едно божество.

## Видове
Монотеизмът представлява вярата в един-единствен бог, за разлика от политеизма, при който вярата е в няколко божества. Понякога политеизмът е съвместим или включва в себе си форми на монотеизма или дори други форми на монизъм. Разликата между политеизъм и монотеизъм често може да бъде неясна.
Примотеизмът е вид политеистична религия, при която едно божество се счита за върховно и особено важно за света и хората, а останалите божества се възприемат като по-низши, подчинени нему. Въпреки че има сходство с монотеизма, то примотеизмът контрастира рязко с него.
Монотеизмът често контрастира и с теистичния дуализъм. Дуалистичните религиозни системи защитават наличието на две основни начала, разглеждани като напълно независими едно от друго и антагонистични. Такива са доброто и злото, силите на светлината и тъмнината, Бог и Сатаната. В по-тесен смисъл понятието се отнася за гностическите теогонични и космогонични митове, обясняващи присъствието на злото и човешката грешност в света (ентропията), като творение на вечно противопоставящия се на доброто и Бога Дявол.
Монотеизмът може да включва различни концепции на бога.
- Деизъм. Признава се съществуването на бога и сътворението на света, но богът е само първопричина. Деизмът отрича Неговото съществуване като личност (теизъм), както и Неговата намеса и контрол на събитията в природата и обществото.
- Монизъм. Представлява философско учение, което приема за основа на всичко съществуващо едно начало. Характерен е за индуистките философски школи на северния Будизъм и Адвайта Веданта, както и китайския Даоизъм. В тези школи единната реалност е в основата на съществуващото, а духа и материята са само два нейни равностойни аспекта.
- Пантеизъм. Представлява философско и религиозно учение, което отъждествява бога с природата като проявление на божеството. Най-старата форма на това учение учи, че Бог е във всичко, което съществува. Всичко, което е, е бог (пан – „всичко“ и теос – „бог“). Богът не е творец, а всичко около нас е бог.
- Панентеизъм. Представлява вярването, че Вселената се съдържа в бога. Тя е част от бога, но не всичко от бога. Разликата между пантеизма и панентеизма е, че според първия всичко е бог, докато според втората концепция всичко е в бога.
- Веществен монотеизъм. Характерен е за местните африкански вярвания и по своята същност е форма на политеизъм. Африканските вярвания смятат, че има много богове, но всеки от тях е превъплъщение на определен тип материя.
- Света Троица. Християнска доктрина, която се поддържа от повечето му направления. Представлява възгледът, че богът е Светата Троица. Богът е същество, което съществува едновременно в 3 личности – Бог Отец, Иисус Христос и Свети Дух.

## История
Развитието на различни форми на монотеизъм започва с ранната история на човечеството. Мардук, например е акадски и вавилонски бог, върховен бог и цар на богове и смъртни във Вавилония, бог-създател. Мардук е божество на есенното слънце, на заклинанията и предсказанията. Макар да е откриван с различни изображения, то жителите на Месопотамия приемат това като различни образи на единствен бог. В древността, в Близкия изток всеки град има местен бог, който изпълнява ролята на покровител над местните жители. Такъв например е Шамаш в Ларса или Син в Ур.
Една от най-древните монотеистични религии е зороастризмът. Основана е от пророк Заратустра на територията на средноазиатските земи в източнатата част на Иранското плато. Носителите на религията наричат себе си маздаяснийци (от името на божеството Ахура Мазда) и заратушти или зартошти (последователи на Заратустра). Най-голямо разпространение има в Персия до към 7 век и днес последователите му са твърде ограничени. Въпреки това обаче религията оказва съществено влияние върху юдаизма, християнството и исляма.
След смъртта на Аменхотеп ІІІ на египетския трон се възкачва неговия син Аменхотеп IV (по-късно Ехнатон). През шестата година от управлението си с цел да намали влиянието на жреческото съсловие, той налага култа към слънчевия бог Атон. Успоредно с това забранява и богослуженето на старите богове. Така Аменхотеп ІV прави опит да обедини всички стари култове като създава една нова монеистична религия. Тя обаче не намира прием сред населението на Древен Египет. През тези години се строят и храмове на новото божество, а Аменхотеп ІV приема името Ехнатон („Угоден на Атон“). Ехнатон премества столицата, като изоставя Тива и построява нов град, който служи за политически център, наречен Ахетатон. Религиозните реформи бързо се провалят след смъртта на управника. Срещу тях въстават жреците на Амон, а неговия син и наследник Тутанкамон възстановява привилегиите им. Макар че днес все още се спори за точната дата на напускане на робите евреи от Египет, се смята, че те са заимствали монотеистичната религия на Ехнатон като по този начин са поставени основите на юдаизма.
В древногръцката мисъл монотеистизмът се заражда като идея при Хезиод, Ксенофан и други. Разработената концепция за Единно или Благо се появява в платонизма. В своите съчинения Платон използва и политеистична терминология. Дилемата на Евтифрон, например, е формулирана като „Благочестивият е обичан от боговете, защото е набожен, или е благочестив, защото е обичан от боговете?“ Първообраз на монотеизма в платоновия диалог „Държавата“ е търсенето на абсолютните истини в алегорията „Мит за пещерата“ и идеята за абсолютното благо. По-късно в елинистическия юдаизъм изрично е формулирана монотеистична концепция. През I век Филон Александрийски предприема опит за синтез на платонизма с представите за Бог в юдаизма.
Развитието на философската разновидност на монотеизма се отнася към времето на Късната античност. В „Халдейски оракули“ (II век) са отразени представите за единно божество на междинния платонизъм и с елементи на гностицизъм. В крайния стадий на развитие на античния платонизъм неоплатонизмът става последна опорна точка на античната философия в полемиката с християнския монотеизъм.

## В юдаизма
Съвременният юдаизъм е монотеистична религия, която търси своите исторически корени тъкмо в монотеизма. При все това редица учени смятат, че единното божество у древните евреи е следствие на симбиоза между по древните Елохим и Яхве, които в един момент започват да се отъждествяват. Критиците предполагат, че това се е случило около 7 – 5 в. пр. Хр. При все това иудаизмът, познат впоследствие, та чак до наши дни е типична монотеистическа религия.
Нещо повече, иудаизмът приема за себе си, отпосле му приглася и християнството, че е първата монотеистична религия.
Ортодоксалният иудаизъм се придържа към становището, че троичността на бога, възприета у повечето християнски деноминации, както и култът към светците у представителите на Римокатолическата и Източноправославната църква, са форма на политеизъм.

## В други религии
Някои религии, приемани за монотеистични, допускат множественост на божествеността. Например в християнството Бог е 1 същество с 3 отделни ипостаса – Света Троица. Освен това повечето християнски църкви разглеждат ипостаса Исус Христос като съставен от 2 независими природи – божествена и човешка.
Някои църкви почитат светци – хора с изключителни качества, макар че разграничават отношението си към тях от това към бога. В исляма и юдаизма монотеизмът е много по-краен и директен.